# Juan Bonilla
Juan Bonilla (Jerez de la Frontera, Cádiz, 11 de agosto de 1966) es un escritor y periodista español.

## Biografía
Su primera obra, El que apaga la luz, fue publicada en 1994 en la Editorial Pre-Textos. Era una recopilación de relatos que fue seleccionada por una encuesta realizada por la revista Quimera entre críticos, académicos y escritores como uno de los mejores libros de relatos de la literatura española del siglo XX. También el diario El País incluyó, en el año 2000, El que apaga la luz entre los libros más destacados de los últimos veinticinco años. 
En 1996 publicó en Ediciones B la novela Nadie conoce a nadie, que tiene como paisaje la ciudad de Sevilla durante la Semana Santa y como asunto las relaciones entre ficción y realidad a través de un juego de rol. La novela fue llevada al cine en 1999 por Mateo Gil con el mismo título y con Eduardo Noriega, Paz Vega y Jordi Mollá como protagonistas. La película fue un gran éxito, continuado por un suceso sorprendente: en el año 2000, año en el que se sitúa la acción de la novela, acontecieron en La Madrugá de la Semana Santa de Sevilla, unos hechos muy parecidos a los narrados en la obra, como inspirados por ella.
En 2021, se publicó una nueva versión de la novela con el título Nadie contra nadie (Seix Barral).
En 2003 publicó su novela Los príncipes nubios (Seix Barral), que fue posteriormente traducida a siete idiomas. El director mexicano Alfredo De Villa compró los derechos para su versión cinematográfica.
En 2013 publicó la novela Prohibido entrar sin pantalones (Seix Barral) que tiene por protagonista al poeta futurista ruso Vladímir Mayakovski. La novela fue galardonada al año siguiente con el I Premio Bienal de Novela Mario Vargas Llosa, dotado con 100 000 dólares y una escultura del artista peruano Fernando de Szyszlo. En 2021 la revista Esquire lo eligió como uno de los diez libros de la década del 2010.
En 2015 la Fundación BBVA le concedió una de sus Ayudas a la Creación para la escritura de una nueva novela sobre la artista mexicana Nahui Olin. La novela, publicada en 2019 por Seix Barral con el título de Totalidad sexual del cosmos, fue galardonada al año siguiente con el Premio Nacional de Literatura.
En 2021 se le concedió el premio "Ciudad de Jerez" por su trayectoria. En 2025 ganó el premio Iberoamericano de Poesía Hermanos Machado con el libro Los días heterónomos.
Como periodista, dirigió los suplementos literarios Citas, de Diario de Jerez, junto a José Mateos (1989-1992); y La Mirada, de El Correo de Andalucía, junto a Francisco Lira (1993-94). Fue jefe de informativos de Radio América, redactor jefe de Ajoblanco, coordinador de la revista Zut, de cuyas ediciones fue director literario y dirigió la revista Calle del Aire. Colabora en la revista Jot Down y escribe columnas de opinión en Diario de Sevilla y una crónica semanal sobre España en distintos periódicos de América. 
Ha comisariado distintas exposiciones: Futurismo y cuenta nueva (Instituto del Libro de Málaga, 2009), Baldomero Pestana: La verdad entre las manos, con Chus Villar (Instituto Cervantes, 2018), La cámara de hacer poemas, con Horacio Fernández (Biblioteca Nacional de España, PhotoEspaña, 2018), Fotolibro Andaluz (CICUS, 2019).

## Obras

### Poesía
- 1994 - Partes de guerra, Editorial Pre-Textos
- 2002 - El belvedere, Editorial Pre-Textos
- 2006 - Buzón vacío, Editorial Pre-Textos
- 2007 - Defensa Personal. Antología poética (1992-2006), Editorial Renacimiento
- 2010 - Cháchara, Editorial Renacimiento
- 2010 - Hecho en falta. Poesía reunida, Editorial Visor
- 2016 - Poemas pequeñoburgueses, Editorial Renacimiento
- 2021 - Horizonte de sucesos, Editorial Renacimiento
- 2023 - Poemas, La Veleta, Comares (recopilación de todos sus libros anteriores)
- 2025 - Los días heterónomos, Vandalia, Fundación JM Lara

### Relatos
- 1994 - El que apaga la luz, Editorial Pre-Textos; ed. ampl.: Pre-Textos, 2009
- 1999 - La compañía de los solitarios (incluye la novela El mejor escritor de su generación), Editorial Pre-Textos
- 2000 - La noche del Skylab, Editorial Espasa Calpe; reed.: Círculo de Lectores, 2002; Booket, 2008
- 2005 - El estadio de mármol, Editorial Seix Barral
- 2009 - Tanta gente sola, Seix Barral; reed.: Booket, 2011, 2013
- 2013 - Una manada de ñus, Editorial Pre-Textos

### Novelas
- 1995 - Yo soy, yo eres, yo es..., Ediciones Imperdonables, reed.: Planeta, 1998; Seix Barral, 2003; ed. ilust.: Luces de Gálibo, 2016
- 1996 - Nadie conoce a nadie, Ediciones B; reed.: Círculo de Lectores, 1997; Ediciones B, 1999; Punto de Bolsillo, 2000; reeditada en 2021 en nueva versión por Seix Barral con el título de Nadie contra nadie
- 1998 - Cansados de estar muertos, Espasa Calpe
- 1999 - El mejor escritor de su generación, Pre-Textos, reed.: El Paseo Editorial, 2021
- 2003 - Los príncipes nubios, Seix Barral; reed.: Círculo de Lectores, 2004; Booket, 2005, 2009
- 2013 - Prohibido entrar sin pantalones, Seix Barral; reed.: Booket, 2017
- 2019 - Totalidad sexual del cosmos, Seix Barral

### Ensayos
- 1996 - El arte del yo-yo, Editorial Pre-Textos, 1996; RBA, 2001
- 2002 - Teatro de variedades, Editorial Renacimiento. 2ª edición aumentada en 2022, Editorial Renacimiento
- 2008 - La plaza del mundo, Universidad de Valladolid
- 2011 - El tiempo es un sueño pop: vida y obra de Terenci Moix, RBA
- 2012 - Catálogo de libros excesivos, raros o peligrosos, Universidad de Sevilla
- 2016 - Biblioteca en llamas, Editorial Renacimiento
- 2018 - La novela del buscador de libros, Fundación José Manuel Lara
- 2025 - Simios apóstoles, Athenaica

### Ediciones de textos y traducciones
TRADUCCIONES
- 1999 - J. M. Coetzee: Infancia, Editorial Mondadori
- 2003 - Alfred Edward Housman: Cincuenta poemas, Editorial Renacimiento
- 2005 - T. S. Eliot: Libro de los gatos sensatos de la vieja zarigüeya, El Gaviero; reeditado por Nórdica en 2018
- 2007 - Andrew Delbanco: Melville. Su mundo y su obra, Seix Barral
- 2009 - Dennis Cooper: Chaperos, Editorial Tercer Nombre; corr.: Chulos, Revuelta Editores, 2011
- 2012 - Ring Lardner: Cómo escribir relatos, Zut Ediciones
- 2012 - Graham Greene: En tierra de nadie, Seix Barral
- 2012 - Terenci Moix: Sadístico, esperpéntico e incluso metafísico, Editorial Berenice
- 2012 - Edward Abbey: La Banda de la Tenaza, Editorial Berenice, con Teresa Lanero
- 2013 - Edward Abbey: El vaquero indomable, Editorial Berenice
- 2014 - Edward Abbey: Hayduke vive, Editorial Berenice
- 2023 - Edward Abbey: Sol negro, Editorial El Paseo

EDICIONES
- 2004 - Aviones plateados. Antología de la poesía futurista latinoamericana, Anthropos; 2ª edición corregida y revisada, 2009, Colección Puerta del Mar, Diputación de Málaga
- 2010 - Alberto Hidalgo: Poemas simplistas, Zut Ediciones
- 2011 - Javier Salvago: La vida nos conoce, Selección y prólogo de Juan Bonilla, Editorial Renacimiento
- 2011 - Nínfulas. Antología de lolitas en la poesía española, Generación del 27
- 2012 - Felipe Alaiz: El arte de escribir sin arte (y otras críticas libertarias de la literatura española), Berenice
- 2014 - Francisco Rivas:Reivindicación de Don Pedro Luis de Gálvez a través de sus úlceras, sables y sonetos , Zut Ediciones
- 2019 - Tierra negra con alas. Antología de la poesía vanguardista latinoamericana, Fundación José Manuel Lara, con Juan Manuel Bonet
- 2020 - Alberto Hidalgo: Diario de mi sentimiento, Editorial Renacimiento
- 2020 - Agustín García Calvo: A los amigos, salud y alegría, Editorial Confluencias
- 2022 - Francisco Umbral: Lola Flores. Sociología de la Petenera, Zut Ediciones

## Premios
- 1993 - Premio de Poesía Luis Cernuda por Partes de guerra
- 2003 - Premio Biblioteca Breve por la novela Los príncipes nubios
- 2004 - Premio Anthropos de Estudios Literarios por Aviones Plateados. Poesía futurista en América
- 2009 - Premio NH al mejor libro de relatos publicado ese año por Tanta gente sola
- 2009 - Premio Villa de Rota de Poesía por Cháchara
- 2009 - Premio Literario de los Jóvenes Europeos por la traducción francesa de su novela Los príncipes nubios, a cargo de Hugo Paviot[7]
- 2011 - Premio Gaziel de biografías y memorias por El tiempo es un sueño pop: vida y obra de Terenci Moix
- 2014 - Premio Bienal de Novela Mario Vargas Llosa por Prohibido entrar sin pantalones
- 2020 - Premio Nacional de Narrativa por la novela Totalidad sexual del cosmos[8][9]
- 2021 - Premio Ciudad de Jerez a la trayectoria.
- 2025 - Premio Iberoamericano de poesía "Hermanos Machado" por su libro Los días heterónomos
- 2025 - Premio Feria del Libro de Cádiz por toda su trayectoria [10]